# Episodi di Yellowstone (quinta stagione)
La quinta e ultima stagione della serie televisiva Yellowstone, composta da quattordici episodi, è stata trasmessa negli Stati Uniti per la prima volta dall'emittente Paramount Network in due parti separate: la prima metà della stagione è andata in onda dal 13 novembre 2022 al 1º gennaio 2023, mentre la seconda parte dal 10 novembre al 15 dicembre 2024.
In Italia, la prima parte è andata in onda in prima visione sul canale satellitare Sky Atlantic dal 1º al 22 marzo 2023 mentre la seconda dal 20 dicembre 2024 al 3 gennaio 2025.
| nº            | Titolo                                | Prima TV USA     | Prima TV Italia  |
| Prima parte   | Prima parte                           | Prima parte      | Prima parte      |
| ------------- | ------------------------------------- | ---------------- | ---------------- |
| 1             | One Hundred Years Is Nothing          | 13 novembre 2022 | 1º marzo 2023    |
| 2             | The Sting of Wisdom                   | 13 novembre 2022 | 1º marzo 2023    |
| 3             | Tall Drink of Water                   | 20 novembre 2022 | 8 marzo 2023     |
| 4             | Horses in Heaven                      | 27 novembre 2022 | 8 marzo 2023     |
| 5             | Watch'em Ride Away                    | 4 dicembre 2022  | 15 marzo 2023    |
| 6             | Cigarettes, Whiskey, a Meadow and You | 11 dicembre 2022 | 15 marzo 2023    |
| 7             | The Dream Is Not Me                   | 18 dicembre 2022 | 22 marzo 2023    |
| 8             | A Knife and No Coin                   | 1º gennaio 2023  | 22 marzo 2023    |
| Seconda parte |                                       |                  |                  |
| 9             | Desire Is All You Need                | 10 novembre 2024 | 20 dicembre 2024 |
| 10            | The Apocalypse of Change              | 17 novembre 2024 | 20 dicembre 2024 |
| 11            | Three Fifty-Three                     | 24 novembre 2024 | 27 dicembre 2024 |
| 12            | Counting Coup                         | 1º dicembre 2024 | 27 dicembre 2024 |
| 13            | Give the World Away                   | 8 dicembre 2024  | 3 gennaio 2025   |
| 14            | Life Is a Promise                     | 15 dicembre 2024 | 3 gennaio 2025   |

## One Hundred Years Is Nothing
- Diretto da: Stephen Kay
- Scritto da: Taylor Sheridan

### Trama
John presta giuramento come governatore del Montana. Beth e Jamie hanno lo sguardo basso. Caroline Warner, presidente del consiglio di amministrazione della Market Equities, è sconvolta per la sua vittoria, che comporta la morte dell'aeroporto e della stazione sciistica. Anche Thomas Rainwater e Mo vedono preoccupati per i loro interessi la nuova nomina politica di John, che riconferma nel discorso inaugurale il fatto che non voleva questo incarico, ma vi è stato costretto per preservare ciò che rende speciale il Montana. Quindi annuncia che la sua prima azione ufficiale è quella di annullare il finanziamento per il progetto dell'aeroporto di Paradise Valley e gli sviluppi commerciali circostanti. Cala la notte mentre i cavalli rubati vengono rinchiusi e aspettano di essere prelevati. Kayce chiama Monica per aggiornarla su ciò che sta accadendo. La moglie però ha già le contrazioni nonostante le tre settimane previste a posteriori per il parto. Così si reca all'ospedale con Tate senza aspettare Kayce ma ha un incidente d'auto, perdendo il bambino. Giungono poi al capezzale della donna, John, Jamie e Beth, e Tate rivela al nonno che sua madre e suo padre avrebbero chiamato il figlio, John.
- Special guest star: Jacki Weaver (Caroline Warner).
- Guest star: John Emmet Tracy (Ellis Steele), Kylie Rogers (Beth Dutton da giovane), Kyle Red Silverstein (Rip Wheeler da giovane), Kai Caster (Rowdy), Q'orianka Kilcher (Angela Blue Thunder), James Jordan (Agente del bestiame Steve Hendon), Buck Taylor (Emmet Walsh).
- Ascolti USA: telespettatori 9 409 000 – rating 18-49 anni 1,87%[5]

## The Sting of Wisdom
- Diretto da: Stephen Kay
- Scritto da: Taylor Sheridan

### Trama
Kayce decide con Monica di organizzare un funerale, per seppellire il figlio perduto al ranch per potergli sempre fare visita. Nel frattempo, John inizia i suoi primi giorni da governatore con diversi incontri politici e iniziative che presumibilmente sostiene, licenzia il suo capo di gabinetto sostituendolo con sua figlia Beth, ribadendo il suo obiettivo principale: fermare la costruzione dell'aeroporto. Jamie offre un solido consiglio dicendo a suo padre che verrà citato in giudizio personalmente, ma Beth trova una scappatoia di zonizzazione per porre fine a tutto ciò. Lynelle Perry, adesso senatrice, avverte John che la prossima mossa, una volta annullato il contratto di locazione, è che Market Equities verrà per la sua terra e che deve trovare una soluzione politica ai suoi problemi. I mandriani del ranch trovano un bovino morto nei loro campi. Rip e Lloyd pensano ai lupi, ma Walker pensa che qualcos'altro l'abbia uccisa prima del suo arrivo. Tuttavia, Rip ordina ai cowboy di prendersene cura. Carter inciampa col suo cavallo in una tana di tasso, rompendosi una zampa. Così Rip è costretto a sparare al cavallo, dicendo a Carter che la zampa non sarebbe mai guarita. Nel frattempo, Jamie consegna l'ordine esecutivo che revoca i diritti di Market Equities per costruire il loro aeroporto. Avverte John che questa sarà considerata dalla Market Equities come una "dichiarazione di guerra" e John gli ricorda per l'ennesima volta il diritto suo e della sua famiglia sulle terre che presiede. Market Equities risponde iniziando ordini di cessazione per impedire l'azione del governatore. Rip racconta a John dei lupi. Quella notte, Ryan e Colby ne individuano un branco mentre divora una carcassa morta e gli sparano, ma scoprono in seguito che i lupi provengono dallo Yellowstone e contrassegnati con collari elettronici. Per i due mandriani però la loro uccisione è legittimata e chiamano Rip per trovare una soluzione al problema. Il capo dei mandriani ordina a Ryan e Colby di staccare i collari elettronici dai lupi uccisi e attaccarli poi a dei tronchi lasciati galleggiare nel fiume, per impedire che restassero immobili. In un flashback di gioventù, John Dutton trova una serie di animali deceduti attorno a un ruscello nella sua proprietà e pensa che ci sia qualcosa nell'acqua. Prende un elicottero fino a quando intravede un gruppo di operai di una compagnia telefonica che sta spruzzando un diserbante approvato dall'EPA. I mandriani del ranch tornano di notte e vandalizzano la loro attrezzatura e spruzzano il disinfestante nel ranch del caposquadra. Dopo essere stato messo fuori combattimento ed essere caduto privo di sensi nell'erba trattata, il caposquadra si sveglia chiaramente affetto da avvelenamento chimico e circondato da uccelli morti.
- Special guest star: Jacki Weaver (Caroline Warner).
- Guest star: Josh Lucas (John Dutton da giovane), John Emmet Tracy (Ellis Steele), Kylie Rogers (Beth Dutton da giovane), Kyle Red Silverstein (Rip Wheeler da giovane), Kai Caster (Rowdy), Dawn Olivieri (Sarah Atwood), Lilli Kay (Clara Brewer), Q'orianka Kilcher (Angela Blue Thunder), J. Downing (Ronnie Myers), James Remar (Kyle Fremont).
- Ascolti USA: telespettatori 8 439 000 – rating 18-49 anni 1,61%[5]

## Tall Drink of Water
- Diretto da: Christina Alexandra Voros
- Scritto da: Taylor Sheridan

### Trama
Le forze dell'ordine che indagano sui lupi scomparsi interrogano Rip, ma lui fa finta di niente. I funzionari però insistono per andare con loro al fine di saperne di più. Rip li accompagna nel punto in cui i lupi sono stati effettivamente uccisi, ma la terra è stata arata, rimuovendo ogni prova. Kayce e Monica discutono sul funerale al loro figlio, prematuramente scomparso. Jamie riceve nel suo ufficio il legale della Market Equities, Ellis accompagnato da Sarah Atwood, ed ha inizialmente la meglio fino a quando quest'ultima, in un faccia a faccia da sola con Jamie, sostiene di aver sbagliato ad aver annullato il contratto di locazione. Propone poi di discuterne a cena in un secondo incontro. Beth, che detiene una partecipazione di controllo nella società di investimenti Schwartz & Meyer, è in città per offrire le sue azioni in cambio della proprietà immobiliare. Rob, l'uomo che sta incontrando, afferma che è troppo bello per essere vero, quindi non si fida di lei. In privato, lo informa che sta rinunciando a tutto il suo potere perché Market Equities interverrà in un'azione legale. Rob firma il complicato accordo, con grande gioia di Beth. In serata va con Rip, Carter e gli altri mandriani a Bozeman in un locale per festeggiare i 58 anni di Lloyd. Rip è riluttante all'idea, conoscendo già il posto, ma si aggrega agi altri. Nel bel mezzo delle danze, Beth rompe una bottiglia sulla nuca di una donna che fa delle avance al marito. Ne consegue una rissa al bar, la polizia arriva sul posto e lo sceriffo Ramsey accusa Beth di aggressione aggravata e l'arresta.
- Special guest star: Jacki Weaver (Caroline Warner).
- Guest star: Josh Lucas (John Dutton da giovane), Dawn Olivieri (Sarah Atwood), John Emmet Tracy (Ellis Steele), Q'orianka Kilcher (Angela Blue Thunder), Hassie Harrison (Laramie), Kyle Red Silverstein (Rip Wheeler da giovane), Kai Caster (Rowdy), Aaron Lazar (Robert Baldus), Rob Kirkland (sceriffo Ramsey).
- Ascolti USA: telespettatori 8 030 000 – rating 18-49 anni 1,50%[6]

## Horses in Heaven
- Diretto da: Christina Alexandra Voros
- Scritto da: Taylor Sheridan

### Trama
John fatica ancora ad adattarsi al suo nuovo incarico di governatore. Licenzia tutti i suoi collaboratori seduta stante, per non avergli dato dei consigli adeguati sui suoi impegni da svolgere. Così va a pranzo con la sua amica ed ex governatrice Lynelle per chiederle dei consigli al riguardo. Beth chiama Jamie dalla prigione. Quando la donna che Beth ha aggredito arriva per sporgere denuncia, le dice che secondo la legge del Montana può negarle il diritto di tornare a casa in California se sporge denuncia contro un residente del Montana. Decide di non presentare la denuncia e Beth viene rilasciata, ma con un'accusa di disturbo della quiete pubblica, che implica un servizio alla comunità. Kayce e sua moglie seppelliscono il loro bambino nel cimitero di famiglia del ranch seguendo le tradizioni dei nativi americani e Kayce la conforta. John parla con Kayce, ringraziandolo per aver dato il suo nome al bambino, e poi conforta Monica, condividendo una storia personale che sembra legarli insieme. Poi si reca in carcere e commuta la sentenza di Summer dopo aver scontato un anno. Il governatore del Montana la nomina sua consigliera, per poter entrare meglio nella mentalità degli ambientalisti. Jamie incontra Sarah Atwood in un locale e finisce per fare sesso con lei nel bagno, con Beth che osserva da lontano. Nella borsa di Sarah lasciata in disparte, Beth fotografa la sua carta d'identità e scopre che è falsa, ma prima che possa indagare di più, ha un teso incontro con Summer, ora ospite al ranch.
- Guest star: Piper Perabo (Summer Higgins), Dawn Olivieri (Sarah Atwood), Lilli Kay (Clara Brewer).
- Ascolti USA: telespettatori 8 360 000 – rating 18-49 anni 1,50%[7]

## Watch'em Ride Away
- Diretto da: Christina Alexandra Voros
- Scritto da: Taylor Sheridan

### Trama
John sta valutando la sua nuova posizione e quelle che considera le sue principali responsabilità per salvare il suo ranch. Decide così di cambiare politicamente tattica e fa cancellare il suo calendario degli appuntamenti per due settimane per festeggiare i giorni della marchiatura con i suoi figli, amici e i mandriani del ranch. Il governatore ordina poi alla sua assistente di pianificare una sontuosa festa nel suo ranch al fine di aumentare i suoi sostenitori politici di cui intende avvalersi. Beth è furiosa con John per averla esclusa dalla supervisione del ranch. Quando Summer, che è vegana, si siede a tavola per la cena con la famiglia Dutton, inizia a criticare il pasto a base di carne, Beth la invita a discuterne fuori, scaturendone una rissa. La figlia di John ha la meglio e dopo aver trovato un po' di rispetto l'una per l'altra, tornano a tavola. Il giorno successivo, la famiglia Dutton e i membri del ranch iniziano i preparativi mattutini per il bivacco programmato di tre giorni. Monica si commuove vendendo partire suo marito e suo figlio e Summer la consola, mentre guardano i cowboy allontanarsi a cavallo nel vasto ranch dello Yellowstone.
- Guest star: Josh Lucas (John Dutton da giovane), Piper Perabo (Summer Higgins), Dawn Olivieri (Sarah Atwood), Kylie Rogers (Beth Dutton da giovane), Kyle Red Silverstein (Rip Wheeler da giovane), Buck Taylor (Emmet Walsh), Kai Caster (Rowdy), Lilli Kay (Clara Brewer).
- Ascolti USA: telespettatori 7 608 000 – rating 18-49 anni 1,32%[8]

## Cigarettes, Whiskey, a Meadow and Fog
- Diretto da: Stephen Kay
- Scritto da: Taylor Sheridan

### Trama
John ed i suoi cowboy, attraversano il ranch dello Yellowstone e iniziano a radunare il bestiame. Beth riallaccia il suo rapporto con Rip, che le mostra il luogo dei suoi sogni allo Yellowstone. Pensa che potrebbe fare un'impressione su Beth come luogo per costruire la loro casa, e lei ne rimane profondamente colpita. Nel frattempo, un distaccamento militare governativo di servizi speciali arriva alla riserva indiana per iniziare a creare un perimetro per l'arrivo a breve di un importante personaggio per un grande ricevimento pubblico. Mo scopre che si tratta del presidente degli Stati Uniti d'America. Nel suo ufficio, Jamie reagisce impulsivamente quando viene sedotto da Sarah e inizia ad avere incontri sessuali con lei. Alla fine, Sarah convince Jamie a candidarsi come governatore contro John alle prossime elezioni, al fine di poter costruire l'aeroporto che questi ha appena bloccato. Durante il bivacco, un collega cowboy e amico di John muore nel sonno, cosa che John chiama la morte perfetta per un cowboy. John va a confortare la vedova, ed il gesto viene catturato dai notiziari.
- Guest star: Piper Perabo (Summer Higgins), Dawn Olivieri (Sarah Atwood), Q'orianka Kilcher (Angela Blue Thunder), Buck Taylor (Emmet Walsh), Lilli Kay (Clara Brewer).
- Ascolti USA: telespettatori 7 890 000 – rating 18-49 anni 1,36%[9]

## The Dream Is Not Me
- Diretto da: Stephen Kay
- Scritto da: Taylor Sheridan

### Trama
In un flashback, Rip viene deriso da Rowdy per l'affetto che prova per Beth, portando a una rissa che lascia il suo rivale gravemente ferito. Nonostante la corsa verso John per chiedere il suo aiuto, Rowdy muore. Accettando di nascondere il crimine, John fa promettere a Rip di dedicare il resto della sua vita al ranch, marchiandolo a fuoco con l'iniziale dello Yellowstone.
Nel presente, Jamie ha un confronto nel suo ufficio con Ellis Steele della Market Equities, insieme a Sarah, e legge dei documenti ufficiali che affermano che il ranch e le proprietà dei Dutton sono protetti come parco nazionale sotto la giurisdizione statale. Jamie è attonito nel sentire la notizia, da quando John e Beth lo hanno estraniato. Sarah lo avverte che la sua azienda farà causa allo stato, il che potrebbe portare alla bancarotta dello stato del Montana. Convince così Jamie che John deve essere rimosso dall'incarico, promettendogli di avere la Market Equities e il suo sostegno per la candidatura a prossimo governatore. Al ranch, John e i cowboy scoprono che parte della terra è stata contaminata dai bisonti malati di brucellosi, costringendoli a utilizzare le risorse destinate all'inverno per nutrire il bestiame. Rimasto con poca scelta, John decide di prendere in locazione un terreno in Texas per proteggere il bestiame durante l'inverno, anche se così facendo li indebiterà. Beth scopre un'altra forma di guadagno, al contrario dell'allevamento, ma fatica a convincere suo padre ad accettare. Jamie prepara un discorso da tenere davanti all'assemblea statale chiedendo l'impeachment di John, citando l'interesse personale sullo stato e il danno e la responsabilità del tesoro statale.
- Guest star: Josh Lucas (John Dutton da giovane), Piper Perabo (Summer Higgins), John Emmet Tracy (Ellis Steele), Dawn Olivieri (Sarah Atwood), Kyle Red Silverstein (Rip Wheeler da giovane), Lilli Kay (Clara Brewer), Kai Caster (Rowdy), Hassie Harrison (Laramie).
- Ascolti USA: telespettatori 7 724 000 – rating 18-49 anni 1,32%[10]

## A Knife and No Coin
- Diretto da: Christina Alexandra Voros
- Scritto da: Taylor Sheridan

### Trama
Mentre Rip e gli altri cowboy si dirigono verso il Texas, Kayce rimane insieme a Lloyd e Colby a gestire il ranch. Mentre John presta sostegno a Rainwater e alla riserva di Broken Rock in difesa di un nuovo gasdotto che attraverserà la loro terra, viene a sapere che Jamie ha chiesto pubblicamente il suo impeachment. Beth lo scopre tramite un video sul portatile e minaccia Jamie di rivelare come ha scaricato il corpo del suo padre biologico, che ha costretto Jamie a giustiziare. Tuttavia, Jamie informa Beth dell'inutilità delle sue prove, quando rivela che esiste una lunga tradizione in cui i Dutton scaricano i loro nemici in una terra di nessuno chiamata "Stazione dei treni", cosa che la lascia scioccata e senza parole. Poi prosegue dicendo che le azioni sconsiderate e testarde del padre hanno fatto più male che bene al ranch e che l'unico modo per farlo prosperare è rimuoverlo dal potere. Più tardi, sebbene inorridita nell'apprendere l'oscuro segreto della loro famiglia, Beth suggerisce a John che Jamie andrebbe portato lui stesso alla stazione dei treni. John è visibilmente a disagio dell'idea e non risponde. All'insaputa di Beth, Jamie ha anticipato gli intenti omicidi di sua sorella e chiede a Sarah di assumere dei professionisti che possano risolvere il problema per lui.
- Guest star: Josh Lucas (John Dutton da giovane), Piper Perabo (Summer Higgins), Dawn Olivieri (Sarah Atwood), Kyle Red Silverstein (Rip Wheeler da giovane), Hassie Harrison (Laramie), Lilli Kay (Clara Brewer).
- Ascolti USA: telespettatori 8 189 000 – rating 18-49 anni 1,48%[11]

## Desire Is All You Need
- Diretto da: Christina Alexandra Voros
- Scritto da: Taylor Sheridan

### Trama
John Dutton è morto, apparentemente per suicidio. Beth e Kayce irrompono nella sua villa per iniziare ad approfondire circa la morte del loro padre. Beth in preda ad una totale crisi di pianto è certa che dietro il delitto vi sia Jamie, poi chiama il marito ancora in Texas insieme a Walker, Ryan, Teeter e Jake per curare il loro bestiame. Rip apprende la tragica notizia e corre subito al capezzale della moglie lasciando il comando ad Ryan. In un flashback di sei settimane prima del delitto, Sarah parla con un contraente su come uccidere John Dutton, accettando di inscenare la sua morte come suicidio. Durante questo periodo, Rip e gli altri stanno terminando il trasporto del bestiame e dei cavalli in Texas. Jamie affronta Sarah riguardo la morte di John, che conferma di aver organizzato tutto. Beth e Kayce discutono se Jamie sia davvero l'artefice della morte del loro padre prima che Rip torni al ranch per confortare Beth.
- Guest star: Rory Cochrane (Dillard), Taylor Sheridan (Travis Wheatley), Dawn Olivieri (Sarah Atwood), Lilli Kay (Clara Brewer), W. Earl Brown (vicesceriffo Spears), Deneen Tyler (Maggie), Matt Gerald (Grant Horton).
- Ascolti USA: telespettatori 5 850 000 – rating 18-49 anni 0,73%[12]

## The Apocalypse of Change
- Diretto da: Christina Alexandra Voros
- Scritto da: Taylor Sheridan

### Trama
Nelle sei settimane che anticipano la morte di John, Beth termina il suo servizio alla comunità prima di uscire per trascorrere del tempo con Rip in Texas, dove i membri del ranch hanno diversi problemi con una tana di serpenti a sonagli. Kayce, Monica e Tate terminano di ristrutturare la loro nuova casa vicino al ranch. Rip conforta Carter prima di accompagnare Summer all'aeroporto. Beth affronta Jamie, che si rifiuta di risponderle o di guardarla, confermando i suoi sospetti, prima che Sarah ed Ellis arrivino per parlare con lui del desiderio della Market Equities di acquistare la terra dei Dutton. Dopo essersi congedata da questi, Beth chiama Kayce per confermare il coinvolgimento di Jamie, che a sua volta contatta Cade McPhereson, un suo commilitone, per chiedere aiuto.
- Guest star: Piper Perabo (Summer Higgins), Dawn Olivieri (Sarah Atwood), John Emmet Tracy (Ellis Steele), Jake McLaughlin (Cade McPhereson).
- Ascolti USA: telespettatori 5 961 000 – rating 18-49 anni 0,77%[13]

## Three Fifty-Three
- Diretto da: Christina Alexandra Voros
- Scritto da: Taylor Sheridan

### Trama
In un flashback, tre sicari uccidono John Dutton e inscenano la sua morte come un suicidio. Nel presente, Steven Rawlings presta giuramento come governatore reggente e inizia ad annullare gli emendamenti di John, cercando anche di rimuovere Jamie dalla sua posizione di procuratore generale del Montana. Kayce usa la sua autorità per far riesaminare il corpo di suo padre, usando la sua conoscenza di soldato per aiutare a scoprire prove di diverse irregolarità per riaprire il caso. Thomas Rainwater fa visita insieme a Mo a Kayce e Beth. Da loro le condoglianze per la morte di John di cui è sempre stato avversario ma in diverse circostanze suo alleato, e discute con Beth del destino del ranch. Kayce affronta Jamie nel suo ufficio scaraventandolo contro la sua scrivania, ma il procuratore nega il coinvolgimento nella morte di John, sostenendo che dalla sua dipartita non ci avrebbe guadagnato nulla. Quando Sarah viene a sapere della riapertura del caso, inizia a farsi prendere dal panico e litiga con Jamie prima di andarsene. Nella sua auto, ferma ad un semaforo rosso, Sarah viene uccisa da degli assassini con la scusa di un'indicazione stradale.
- Guest star: Rory Cochrane (Dillard), Dawn Olivieri (Sarah Atwood), John Emmet Tracy (Ellis Steele), Lilli Kay (Clara Brewer), Matt Gerald (Grant Horton), Vinessa Shaw (Dott.ssa Everly), Gareth Williams (Steven Rawlings).
- Ascolti USA: telespettatori 6 293 000 – rating 18-49 anni 0,91%[14]

## Counting Coup
- Diretto da: Christina Alexandra Voros
- Scritto da: Taylor Sheridan

### Trama
Dopo il fatale omicidio di Sarah, Jamie fa tutto il possibile per evitare di essere associato all'omicidio di John Dutton, distruggendo i documenti. Nel frattempo, i timori per il futuro si diffondono tra i cowboy, la maggior parte dei quali ha trascorso l'intera vita lavorativa nel ranch. Mentre i mandriani sono in atto a vendere tutto il loro bestiame, Colby perde la vita per salvare Carter, aggredito da uno stallone imbizzarrito dopo aver riempito il suo abbeveratoio nella stalla. La morte di John arriva per bocca di Rip anche al ranch 6666 e Jimmy rimane affranto dalla notizia. Attraverso i suoi ex contatti nell'esercito, Kayce riesce a scoprire chi probabilmente ha eseguito l'omicidio di suo padre e lo confronta con le sue conoscenze. Sale di nascosto nell'auto dell'attentatore, e puntando la pistola al volto della figlia, lo intima a lasciare lo stato dove risiede e cambiare vita.
- Guest star: Rory Cochrane (Dillard), Taylor Sheridan (Travis Wheatley), Matt Gerald (Grant Horton), Jake McLaughlin (Cade McPhereson), Bella Hadid (Sadie).
- Ascolti USA: telespettatori 6 491 000 – rating 18-49 anni 0,85%[15]

## Give the World Away
- Diretto da: Michael Friedman
- Scritto da: Taylor Sheridan

### Trama
Prosegue la vendita del bestiame per liquidare il ranch destinato all'inevitabile chiusura, dopo essere andato avanti per sette generazioni. Thomas Rainwater e Mo sono preoccupati per un oleodotto in via di costruzione sui loro territori e decidono di prendere duri provvedimenti a riguardo. Beth riesce a trovare in Travis, proprietario del ranch 6666 l'acquirente per gran parte di esso e rimediare denaro sufficiente per ripianare alcuni debiti di cui questi ne era afflitto. La polizia federale irrompe negli uffici della Market Equities per poter approfonfire meglio il delitto di Sarah Atwood e trovare prove su un collegamento tra il suo omicidio e quello di John Dutton, e poter incastrare Jamie. Quest'ultimo chiede aiuto alla sua ex compagna Christina, per trovare un discorso da dichiarare davanti alla stampa e divincolarsi dalle accuse dei due omicidi che ricadono su di lui. Venduto tutto il bestiame, si passa all'ultimo rodeo dedicato a Colby e John e i mandriani si raggruppano tra di loro per discutere insieme dei loro futuri dopo la chiusura dello Yellowstone. In serata Beth resta vicino a Teeter per la prematura scomparsa del suo uomo Colby, e il giorno dopo Kayce trova il sistema per vendere il ranch, e salvarlo da un probabile esproprio da parte dello Stato. 
- Guest star: Rory Cochrane (Dillard), Taylor Sheridan (Travis Wheatley), John Emmet Tracy (Ellis Steele), Katherine Cunningham (Christina), Hassie Harrison (Laramie), Bella Hadid (Sadie), Bart Johnson (Aaron), Michael Gaston (Responsabile dell'asta).
- Ascolti USA: telespettatori 6 928 000 – rating 18-49 anni 0,98%[16]

## Life Is a Promise
- Diretto da: Taylor Sheridan
- Scritto da: Taylor Sheridan

### Trama
Mo guida un gruppo di uomini per smontare l'oleodotto in costruzione sui loro territori. Kayce svende il terreno dello Yellowstone alla Riserva per la misera cifra di tre dollari all'ettaro, lo stesso valore che questa aveva prima che i suoi antenati la espropriassero agli indiani. Beth organizza in forma privata i funerali di suo padre John. Oltre ai familiari e i mandriani, Beth accetta solo le presenze della senatrice Lynelle Perry e Thomas Rainwater. Al momento della sepoltura Beth promette di vendicarne la sua morte, e terminata la cerimonia, parte all'impazzata verso la casa di Jamie e regolare i conti. Rip si occupa di seppellire John poi parte all'inseguimento della moglie insieme a Lloyd capendone le intenzioni. Jamie torna a casa e subisce l'aggressione di Beth ma nello scontro è proprio la donna ad avere la peggio. Jamie getta la maschera e dichiara l'intento di arrestare Beth per aggressione e metterla in galera. Lo scopo è poi quello di candidarsi a nuovo governatore del Montana e trasformare lo Yellowstone in una fiorente meta turistica. Ma la vendita del ranch alla Riserva effettuata da Kayce manda all'aria i suoi piani. Jamie, tenta di uccidere Beth strangolandola, ma interviene Rip a salvarla, come fece gia in passato contro i sicari dei fratelli Beck. Beth da poi all'odiato fratello il colpo di grazia con una coltellata al ventre, poi chiama la polizia inscenando tutto come un'aggressione a suo danno con la lite provocata perché Jamie non si è presentato al funerale del padre. Suggerisce poi strategie per poter trovarne gli assassini, indicando infine la defunta Sarah Atwood come artefice dell'agguato a responsabilità limitata. Intanto Rip e Lloyd si disfano del cadavere di Jamie gettandolo alla "stazione dei treni" al confine col Wyoming. Kayce, Monica, Thomas e Mo limano i dettagli per la cessione definitiva dello Yellowstone. Nel contratto vi è presente la clausola di totale divieto di costruzione nei territori ormai di proprietà della Riserva. L'unico modo per attraversarli è in groppa ad un cavallo o a piedi. Kayce incassa l'assegno di Rainwater e realizza il suo sogno di sempre, liberarsi dell'eredità di suo padre per poter costruire un ranch tutto suo. Anche Thomas mantiene così i suoi impegni, di restituire le terre confiscate dai Dutton per sette generazioni al suo popolo. 
Rip e Lloyd calano l'insegna dello Yellowstone decretandone così la fine definitiva del ranch, che cessa di esistere con la morte di John Dutton. I mandriani trovano lavoro altrove: Ethan e Jake vengono assunti al ranch N Bar, Walker raggiunge la sua fidanzata Laramie facendole da assistente nei rodei che ella sostiene, Teeter viene assunta da Travis al ranch 6666, Ryan vaga fino a quando non assiste ad un concerto dell'amata Abby, per poi andare a lavorare insieme a lei. Rip, Beth e Carter vivono allevando giovenche, in un ranch vicino Dillon, acquistato dalla donna con una parte dei soldi ricavati dalla cessione del bestiame. Rip offre anche opportunità a Lloyd di raggiungerlo ma questi rifiuta e rimane nel Montana.
Termina così la lunga esistenza di un ranch, nonché l'epoca di una dinastia, quella dei Dutton, che ha lottato per difenderne e mantenerne i territori per ben 141 lunghi anni.
- Special guest star: Lainey Wilson (Abby), Isabel May (Elsa Dutton, voce)[17].
- Guest star: Rory Cochrane (Dillard), Taylor Sheridan (Travis Wheatley), Hassie Harrison (Laramie), Bella Hadid (Sadie), Rudy Ramos (Felix Long), Ned Vaughn (predicatore), Jake Ream (Jake).
- Ascolti USA: telespettatori 7 367 000 – rating 18-49 anni 1,03%[18]